# رضا لاري
رضا لاري (1938 - 13 سبتمبر 2013) كاتبٌ، وصحافي، ومحلل سياسي سعودي، تولى رئاسة تحرير صحيفة عكاظ، وصحيفة سعودي جازيت وشغل العديد من المناصب الحكومية، والدبلوماسية.

## نشأته وتعليمه
ولد رضا بن محمد بن محمد علي لاري في حارة الشام إحدى حارات مدينة جدة القديمة في 9 نوفمبر عام 1938م عام 1357هـ،، ودرس في كتاتيبها ثم انتقل إلى مصر حيث انضم إلى مدارس فيكتوريا كولدج ابتداء من رياض الأطفال حتى المرحلة الثانوية، إلا أنه عاد في بداية المرحلة الثانوية إلى جدة ودرس فيها ثم رجع إلى القاهرة ليكمل دراسته الجامعية، حيث التحق بكلية الاقتصاد بجامعة القاهرة، وتخصص في العلوم السياسية، ثم حصل على درجة البكالوريوس عام 1964م في العلوم السياسية، كان لاري يجيد اللغة الإنجليزية، والفرنسية، والأسبانية، بالإضافة إلى اللغة العربية.

## مسيرته العملية

### قبل العمل الدبلوماسي
بدأ لاري حياته العملية موظفًا بوزارة التجارة، ثم انتقل بعد ذلك ليكون مديراً لوزارة المالية، لينتقل بعد ذلك إلى السلك الدبلوماسي.

### عمله في السلك الدبلوماسي
تولى لاري أثناء عمله الدبلوماسي المناصب الآتية:
- ملحقاً في وزارة الخارجية السعودية.
- القنصل العام في العاصمة الإسبانية مدريد في أواخر الستينيات.
- منصب القائم بالأعمال في العاصمة السنغالية داكار أوائل السبعينيات.

وقد مثل المملكة العربية السعودية في العديد من المؤتمرات العالمية ونال عدداً من الأوسمة والنياشين والجوائز من ملوك ورؤساء الدول العربية والإسلامية كان منها حصوله على وسام الفارس من الحكومتين الإسبانية والسنغالية.

## مسيرته الصحفية

صورة تجمع رضا لاري بشاه إيران في السبعينات أثناء اللقاء الذي أجراه مع الشاه

لم يدرس رضا لاري الصحافة أو الإعلام دراسة أكاديمية، إلا أنه في بدايات مسيرته الصحفية استعان بابنة عمه سميرة لاري، وهي حاصلة على درجة الماجستير في الإعلام والصحافة من جامعة القاهرة، فأهدته جميع كتبها الدراسية للجامعة والماجستير، فتفرغ لقراءتها ودراستها تفرغاً كاملاً لمدة تسعة أشهر حتى أتمها.
يقول لاري: "أن هذه الدراسة والقراءة الشخصية هي التي صقلت شخصيته الصحفية والإعلامية، إلى جانب خبرته السياسية والدبلوماسية"، فأصبح من الصحفيين القلائل الذين يتمتعون ببراعة التنظير السياسي وواحداً من أهم الكتّاب الصحفيين السعوديين، فقد استطاع أن يجعل من صحيفة عكاظ التي تولى رئاسة تحريرها عام 1975 صحيفة ذات هوية خاصة لاسيما في المجال السياسي.
اعتقل رضا لاري عدة مرات بسبب آرائه الحادة، وأقيل من مناصبه عدة مرات، فقد قال عنه د.فهد العرابي الحارثي في تغريدة نشرها على صفحته في موقع التواصل الاجتماعي في يوم وفاته: "رضا لاري أكثر رؤساء التحرير في الصحف المحلية زار الزنازين وأكثرهم إقالة من منصبه بعلمه وبدون علمه وعليكم أن تصنفوه في المكان الذي يليق به"

### مناصبه الصحفية
شغل رضا لاري خلال عمله الصحفي عدداً من المناصب الصحفية، كان أبرزها:
- رئاسة تحرير صحيفة عكاظ من عام 1975 وحتى عام 1981.
- المدير العام المكلف لمؤسسة عكاظ للصحافة والنشر.

فقد عاد بقرار من وزير الإعلام آنذاك، ليشغل منصب المدير العام المكلف لمؤسسة عكاظ للصحافة والنشر، حتى عام 1995م، ليكون بذلك أول صحفي سعودي في عهد المؤسسات الصحفية يجمع بين منصبي رئيس التحرير للصحيفة، والمدير العام للمؤسسة التي تصدر عنها الصحيفة.
- رئيس تحرير صحيفة سعودي جازيت الصادرة باللغة الإنجليزية منذ عام 1985م، وحتى 1998م.
- مدير عام وكالة الأنباء السعودية (واس).

### الكتابة
كان رضا لاري يكتب مقالاتٍ في معظم الصحف السعودية، فقد كتب في صحيفة عكاظ، والمدينة، والبلاد، والشرق الأوسط، والرياض، فقد كان حتى آخر شهر مارس عام 2011 يكتب في صحيفة الرياض مقالة أسبوعية يبدأ عنوانها بعبارة "أريد أن أقول"، فقد كانت تناقش مقالاته في معظمها القضايا السياسية، وكذلك بعض القضايا الاجتماعية والفكرية.
كما يعد لاري ممن ساهموا في رسم منهجٍ للتحليل السياسي في بداية الصحافة السعودية إضافة إلى ما تحمله تحليلاته من رؤى تساهم في تغيير كثير من المفاهيم.

### أبرز أعماله الصحفية
كان من أبرز أعماله الصحفية المقابلة الصحفية التي أجراها مع شاه إيران محمد رضا بهلوي إبان توليه حكم إيران، وكذلك لقاؤه الصحفي مع الرئيس المصري الراحل أنور السادات.

## وفاته
توفي لاري في تمام الساعة الثانية صباحاً يوم الجمعة 13 سبتمبر 2013 إثر توقف قلبه عن النبض نتيجة نقص حاد في الأوكسجين في الدم، بعد صراع مع المرض دام لمدة عام، إذ وصف الأطباء حالته أثناء المرض بأنه بحاجة 15 متبرعاً بالدم يومياً.